# CUTiE Comic
『CUTiE Comic』（キューティ・コミック）は、宝島社が発行していた少女向け月刊漫画雑誌。1998年にファッション雑誌『CUTiE』から派生する形で創刊された。2001年7月号限りで休刊（事実上廃刊）。
編集プロダクション「シュークリーム」による編集。その後、シュークリームは『CUTiE Comic』と同じく、他社のファッション雑誌から派生した漫画雑誌『Zipper comic』の編集にも関わった。
なお、母体となったファッション雑誌『CUTiE』も、2015年9月号をもって休刊している。

## 掲載されていた主な作品
- にじとこいびと（冬野さほ）
- ラブマスターX（安野モヨコ）
- ラブリー!（桜沢エリカ）→ 祥伝社『Zipper comic』に移籍
- 空は晴れている（橋本ライカ）
- 地獄のサラミちゃん（朝倉世界一）→ 祥伝社『FEEL YOUNG』に移籍
- コーヒーアンドシガレッチョ（やまだないと）
- Haunted House（三原ミツカズ）
- スロウ（いわみえいこ）
- 釦（小野塚カホリ）
- 南瓜とマヨネーズ（魚喃キリコ）
- ニュー・ワールド（大久保ニュー）
- 丘を越えて（南Q太）
- 少女ケニヤ（かわかみじゅんこ）
- ハチミツとクローバー（羽海野チカ）→ 集英社『ヤングユー』で再連載
- マスノ短歌教（枡野浩一）
- シトラス学園（山本ルンルン）→ 講談社『Vanilla』に移籍